# Tyson Jackson
Anthony Tyson Jackson (* 6. Juni 1986 in New Orleans, Louisiana) ist ein ehemaliger US-amerikanischer American-Football-Spieler auf der Position des Defensive Ends. Er spielte in seiner Karriere für die Kansas City Chiefs und die Atlanta Falcons.

## Frühe Jahre
Nach der High School ging Jackson auf die Louisiana State University. In vier Saisons gelangen ihm hier für die College-Football-Mannschaft 18.5 Sacks und 122 Tackles.

## NFL
Jackson wurde im NFL-Draft 2009 in der ersten Runde an dritter Stelle von den Kansas City Chiefs ausgewählt. Am 7. August 2009 unterschrieb er hier einen Fünf-Jahres-Vertrag über 57 Millionen US-Dollar (31 Millionen US-Dollar garantiert). Jackson spielte bis nach der Saison 2013 für die Chiefs. Seit dem 11. März 2014 ist er bei den Atlanta Falcons unter Vertrag. Mit den Falcons erreichte er den Super Bowl LI, welcher aber mit 28:34 gegen die New England Patriots verloren wurde. Am 9. März 2017 wurde er von den Falcons entlassen.